# كومر فان وودوارد
كان كومر فان وودوارد (13 نوفمبر 1908-17 ديسمبر 1999) مؤرخًا أمريكيًا حائزًا على جائزة بوليتزر، يركز في المقام الأول على الجنوب الأمريكي والعلاقات بين الأعراق. لطالما كان مؤيدًا لنهج تشارلز أ. بيرد، مشددًا على تأثير الدوافع الاقتصادية غير المرئية في السياسة. من ناحية الأسلوب، فإنه قد كان محترفًا في التهكم والنقائض. كان وودوارد يساريًا فيما يتعلق بمهنة التأريخ في الثلاثينيات. بحلول خمسينات القرن الماضي، كان ليبراليًا رائدًا ومؤيدًا للحقوق المدنية. وقد قال مارتن لوثر كينغ الابن، إن إثباته بأن الفصل العنصري كان عبارة عن اختراع من أواخر القرن التاسع عشر عوضًا عن كونه نوعًا من المعايير الدائمة جعل من كتابه ذا سترينج كارير أوف جيم كرو «الإنجيل التاريخي في حركة الحقوق المدنية». بعد الهجوم عليه من قبل حركة اليسار الجديد في أواخر ستينات القرن الماضي، انتقل إلى اليمين سياسيًا.

## نشأته وتعليمه
ولد كومر فان وودوارد في فاندل، وهي بلدة سُميت نسبةً إلى عائلة والدته ومقر المقاطعة من 1886 إلى 1903. كانت في مقاطعة كروس في شرق أركنساس. ارتاد وودوارد المدرسة الثانوية في موريلتون، أركنساس. ارتاد كلية هندرسون براون لمدة عامين، وهي كلية ميثودية صغيرة في أركاديلفيا. في عام 1930 انتقل إلى جامعة إيموري في أتلانتا، جورجيا، حيث كان عمه عميدًا للكلية وأستاذًا في علم الاجتماع. بعد التخرد، درّس الإنشاء في اللغة الإنجليزية لمدة عامين في معهد جورجيا التقني في أتلانتا. وهناك التقى ويل دبليو ألكساندر، رئيس لجنة التضامن العرقي، وجيه سوندرز ردينغ، مؤرخ في جامعة أتلانتا.
ارتاد وودوارد كلية الدراسات العليا في جامعة كولومبيا في عام 1931 ونال درجة الماجستير من تلك المؤسسة في عام 1932. في نيويورك، التقى وودوارد بدبليو إي بي دو بويز ولانجستون هيو وبالعديد من الشخصيات الأخرى التي كانت على صلة بحركة هارلم النهضوية. بعد حصوله على درجة الماجستير في عام 1932، عمل وودوارد في الدفاع عن أنجيلو هيرندون، وهو عضو شاب في الحزب الشيوعي الأمريكي الإفريقي كان قد اتُهم بالقيام بأنشطة تخريبية. وقد سافر أيضًا إلى الاتحاد السوفيتي وألمانيا عام 1932.
أنجز عمله بعد التخرج في التاريخ وعلم الاجتماع في جامعة نورث كارولينا. حصل على شهادة الدكتوراه في التاريخ في عام 1937، وقد استخدم المخطوطة التي أنجزها عن توماس إي واتسون كأطروحته. 
كان المشرف على أطروحة وودوارد هوارد كيه. بيل، وهو أخصائي ترميم أيّد تفسير بيرديان الاقتصادي للتاريخ الذي قلل من أهمية الأيديولوجية والأفكار وشدد على المصلحة الذاتية المادية كعامل محفز.
في الحرب العالمية الثانية، خدم وودوارد في القوات البحرية، مكلفًا بكتابة تاريخ المعارك الكبرى. غدا كتابه معركة خليج ليتي (1947) دراسة معيارية في أكبر معركة في تاريخ القوات البحرية.